# Frédéric Pajak
Frédéric Pajak, né le 10 décembre 1955 à Suresnes, est un dessinateur, écrivain et éditeur franco-suisse.

## Biographie
Frédéric Pajak naît le 10 décembre 1955 à Suresnes, dans les Hauts-de-Seine. Il est le fils de l'artiste peintre Jacques Pajak et d'une mère enseignante.
En 1987, Frédéric Pajak publie un roman, Le Bon Larron, chez Bernard Campiche éditeur. L'Immense Solitude, paru en 1999, est l'ouvrage qui le fait connaître. Avec ce livre, qui reçoit le prix Michel-Dentan 2000, Pajak invente une forme originale : le texte et le dessin sont si intimement imbriqués qu'ils doivent se lire ensemble. Ce n'est pas un livre illustré, ni une forme de BD, mais un alliage à la fois fascinant et puissant entre les mots et les images, qui sont comme mis en miroir.
En 2000, il met en scène le poète Guillaume Apollinaire dans Le Chagrin d'amour, livre qui procède de la même veine que L'Immense Solitude. En 2001, il publie Humour, une biographie de James Joyce, en collaboration avec Yves Tenret.
Au printemps 2006, il publie un roman chez Gallimard, La Guerre sexuelle puis le récit Autoportrait (2007), toujours chez le même éditeur.
Il a lancé de nombreuses revues, dont L'Imbécile de Paris, et édite chez Buchet/Chastel la collection Les Cahiers dessinés, dans laquelle il rassemble des peintres, des dessinateurs et des auteurs de bande dessinée.
Il remporte le prix Médicis essai 2014 pour le troisième tome de Manifeste incertain. Il remporte aussi en 2021 le Grand Prix suisse de la littérature pour l'ensemble de son œuvre.
En 2022, il réalise un film sur la vie de Mix & Remix, intitulé L'Ami. Portrait de Mix & Remix.
Il crée en 2023 le Festival du dessin à Arles (du 22 avril au 14 mai 2023), évènement qui se veut annuel et dont la 2e édition est annoncée pour 2024.

### Décorations
- Officier de l'ordre des Arts et des Lettres Promu au grade d’officier le 9 juillet 2014[11].

## Publications
- En avant pour la subjectivité précédé de 57 dessins, Quartier Général d'Exploration Passionnelle, 1979
- Le Bon Larron, roman, Bernard Campiche éditeur, 1987
- Les Filles d'Ève Inc, poésie, illustré de 15 compositions de Francine Simonin, Fernand Parisod, 1989
- Cahier de la rue Oudinot, dessins, Les Illusions, 1996
- Martin Luther, l'inventeur de la solitude, préface de Michel Thévoz, éditions de l'Aire, 1997
- L'Immense Solitude avec Friedrich Nietzsche et Cesare Pavese, orphelins sous le ciel de Turin[4], récit écrit et dessiné, Presses universitaires de France, coll. « Perspectives critiques », 1999  (ISBN 2-13-050412-4)
- Le Chagrin d'amour, récit écrit et dessiné, Presses universitaires de France, coll. « Perspectives critiques », 2000  (ISBN 2-13-051119-8)
- Nervosité générale, chansons & poèmes, Presses universitaires de France, coll. « Perspectives critiques », 2001,  (ISBN 2-13-051854-0)
- Humour : une biographie de James Joyce écrite avec Yves Tenret, avec Yves Tenret, récit écrit et dessiné, Presses universitaires de France, coll. « Perspectives critiques », 2001  (ISBN 2-13-052052-9)
- Nietzsche et son père, avec vingt et un dessins de l'auteur, Presses universitaires de France,  coll. « Perspectives critiques », 2001  (ISBN 2-13-053653-0)
- Première Partie : Les Poissons sont tragiques ; Fredi le Prophète ; Martin Luther, l'inventeur de la solitude, Presses universitaires de France, coll. « Perspectives critiques », 2001  (ISBN 2-13-051839-7)
- Mélancolie, Presses universitaires de France, coll. « Perspectives critiques », 2004   (ISBN 2-13-053893-2)
- La Guerre sexuelle, roman, Gallimard, 2006
- J'entends des voix, récit écrit et dessiné, Gallimard, coll. « L'Arbalète », 2006
- Autoportrait, récit augmenté de photos, Gallimard, coll. « L'Arbalète », 2007[6]
- L'Étrange Beauté du monde, récit écrit et dessiné, dessins de Léa Lund, éditions Noir sur Blanc, 2008
- Contre tous, portraits, Gallimard, 2007  (ISBN 978-2-07-078369-4)
- Schopenhauer dans tous ses états, une anthologie inédite, choix de textes établi par Didier Raymond, dessins originaux et postface de Frédéric Pajak, Gallimard, coll. « L'Arbalète », 2009  (ISBN 978-2-07-012403-9)
- En souvenir du monde, ill. de Lea Lund, éditions Noir sur Blanc, 2010  (ISBN 978-2-88250-236-0)
- Manifeste incertain, Les éditions Noir sur Blanc :
  - Tome 1, 2012  (ISBN 978-2-88250-279-7). Avec Walter Benjamin, rêveur abîmé dans le paysage.
  - Tome 2, 2013  (ISBN 978-2-8825-0322-0). Sous le ciel de Paris.
  - Tome 3, 2014  (ISBN 978-2-88250-353-4). La mort de Walter Benjamin — Ezra Pound mis en cage.
  - Tome 4, 2015  (ISBN 978-2-88250-392-3). La liberté obligatoire — Gobineau l’irrécupérable.
  - Tome 5, 2016  (ISBN 978-2-88250-433-3). Vincent Van Gogh, l’irrécupérable.
  - Tome 6, 2017  (ISBN 978-2-88250-474-6). Blessures.
  - Tome 7, 2018  (ISBN 978-2-88250-533-0). Emily Dickinson — Marina Tsvetaieva — L’immense poésie[12]
  - Tome 8, 2019  (ISBN 978-2-88250-587-3). Cartographie du souvenir.
  - Tome 9, 2020  (ISBN 978-2-882-50656-6). Avec Pessoa — Souvenirs I, II, III — L’Horizon des événements I, II — L’Absence — Épilogue[13].
- J’irai dans les sentiers, éditions Noir sur Blanc, 2021[14]
- Pourquoi tu me regardes comme ça ? , Noir sur Blanc , 2021
- Portrait , autoportrait , Les Cahiers  dessinés , 2021
- Dans le calme du soir, éditions Noir sur Blanc, 2023  (ISBN 978-2-88250-814-0)
- Nietzsche au Piano, dessins de l'auteur, Les Éditions Noir sur Blanc, 2024.

### Prix
- 2000 : Prix Michel-Dentan pour L'Immense Solitude, avec Friedrich Nietzsche et Cesare Pavese, orphelins sous le ciel de Turin[5], PUF, 1999
- 2005 : Prix Paul Féval de littérature populaire  pour Mélancolie, PUF, 2004
- 2012 : Prix du rayonnement de la Fondation vaudoise pour la culture
- 2014 : Prix Médicis essai pour le tome 3 de Manifeste incertain[7]
- 2015 : Prix suisse de littérature
- 2019 : Prix Goncourt de la biographie pour le tome 7 de Manifeste incertain[15],[16]
- 2021 : Grand Prix suisse de la littérature pour l'ensemble de son œuvre[8]